# 國民會 (1901年)
國民會，清末留日學生的革命團體。
1901年5月，秦力山、沈翔雲、戢翼翚、楊廷棟、楊蔭杭、雷奮、王寵惠、張繼等人在日本東京發起建立。該會宗旨在於「革除奴隸之積性，振起國民之精神，使中國四萬萬人同享天賦之權利」該會宣布：「凡中國人苟有願為國民而不願為奴隸者，無論海外、內地，皆可入會。」該會活動方針是「運動各埠華商，刺激內地志士」在國內各省府建立組織，以在國內外掀起革命運動。該會同時創辦《國民報》作為其活動和宣傳機關。該報介紹先進的民主思潮宣傳反清革命，抨擊改良派的保皇論調，反對蘇、日帝國主義侵華。主張革命必須在國內開展並解決根本問題。於是《國民報》於8月扮出刊後停辦，大部分人回國進行革命活動，國民會也隨之解散。